# Каллин (Египет)
Каллин (араб. قلين‎) — город на севере Египта, расположенный на территории мухафазы Кафр-эш-Шейх.

## Географическое положение
Город находится в южной части мухафазы, к западу от канала Бахр-Нашарт дельты Нила, на расстоянии приблизительно 10 километров к юго-западу от Кафр-эш-Шейха, административного центра провинции. Абсолютная высота — 17 метров над уровнем моря.

## Демография
По данным переписи 2006 года численность населения Каллина составляла 35 033 человек.
Динамика численности населения города по годам:
| 1996   | 2006   | 2018   |
| ------ | ------ | ------ |
| 29 422 | 35 033 | 45 164 |

## Транспорт
Ближайший гражданский аэропорт расположен в городе Александрия.